# Javier Sáenz de Cosculluela
Javier Sáenz de Cosculluela (Logronyo, La Rioja, 1944) és un polític i advocat espanyol, que fou Ministre d'Obres Públiques i Urbanisme en diversos governs de Felipe González.

## Biografia
Va néixer l'11 d'octubre de 1944 a la ciutat de Logronyo. Va estudiar dret a la Universitat de Barcelona, on s'especialitzà en dret laboral.
Activament participatiu a final de la dècada dels 1970 en l'oposició al franquisme, l'any 1973 es feu membre del Partit Socialista Obrer Espanyol (PSOE) i de la Unió General de Treballadors (UGT), sent un dels fundadors de la Federació Socialista de La Rioja. Fou escollit diputat al Congrés en les eleccions generals de l'any 1977 per la província de Logronyo i que van formar la legislatura constituent. Va ser novament elegit diputat en cinc eleccions consecutives, abandonant el seu escó l'any 1996.
L'any 1985 Felipe González el nomenà Ministre d'Obres Públiques i Urbanisme, càrrec que va desenvolupar durant tres legislatures i que abandonà el 1991.